# 栎小光壳炱
栎小光壳炱（学名：Asteridiella quercina）是属于小煤炱目小煤炱科小光壳炱属的一种真菌，寄生在壳斗科植物上。该种分布于中国、菲律宾。